# Cung điện Lateran
Cung điện Lateran (tiếng Latinh: Palatium Lateranense; tiếng Anh: Lateran Palace), tên gọi chính thức là Cung điện Tông Tòa Lateran (tiếng Latinh: Palatium Apostolicum Lateranense), là một cung điện cổ của Đế chế La Mã và sau này là nơi ở chính của Giáo hoàng, toạ lạc ở Đông Nam Roma.
Nằm trên quảng trường St. John ở Lateran trên đồi Caelian, cung điện tiếp giáp với Tổng lãnh vương cung thánh đường Thánh Gioan Latêranô, nhà thờ chính tòa của Rome. Từ thế kỷ thứ tư, cung điện là nơi ở chính của các Giáo hoàng, và tiếp tục như vậy trong khoảng một nghìn năm cho đến khi Dinh thự của các Tông đồ cuối cùng được chuyển đến Thành Vatican. Cung điện hiện được sử dụng làm Bảo tàng Lịch sử Vatican, nơi minh họa lịch sử của Lãnh địa Giáo hoàng. Cung điện cũng có các văn phòng Đại diện của Rome (Vicariate of Rome), cũng như các căn hộ dùng làm nơi lưu trú của Hồng y đại diện (Cardinal Vicar), người đại diện của Giáo hoàng cho việc điều hành hàng ngày của giáo phận. Cho đến năm 1970, cung điện còn là nơi trưng bày các bộ sưu tập quan trọng của Bảo tàng Lateran, hiện đã được phân tán giữa các phần khác của Bảo tàng Vatican.
Theo Hiệp ước Lateran năm 1929, cung điện và vương cung thánh đường liền kề là Tài sản ngoài lãnh thổ của Tòa Thánh.